# Verset
Versetul (cf. franceză verset, provine din latină versus) este un paragraf de dimensiuni reduse ce formează o diviziune într-un capitol de carte sfântă, de ex. versetele Bibliei sau versetele Coranului.
Este un vers liber lung alcătuit dintr-o frază ori o suită de fraze ritmate într-o respirație unică (ca la Kahlil Gibran). Versetele poeziei lui Claudel sau Sait-John Perse, de pildă.
La noi, Cântarea României a lui Alecu Russo este alcătuită din versete.

## Exemple
| “                                                    | Ca un măr între copacii pădurii, așa este prea iubitul meu între tineri. Cu așa drag stau la umbra lui, și rodul lui este dulce pentru cerul gurii mele. | ” |
| — Biblia, Vechiul Testament, Cântarea Cântărilor 2:3 | |   |